# کامیننگک (استان لهستان بزرگ‌تر)
کامیننگک (به لهستانی:  Kamiennik) یک روستا در لهستان است که در گمینا دراوسکو واقع شده‌است.